# Everhard von Westerheim
Everhard von Westerheim (* vor 26. Januar 1362; † 5. Dezember 1392 in Köln) war Weihbischof in Köln.
Everhard stammte aus einem kurkölnischen Ministerialengeschlecht des Vestes Recklinghausen und trat in den Dominikanerorden ein. Als solcher brachte er es zum Prior des Dominikanerklosters in Dortmund. Am 26. Januar 1362 zum Vicarius in pontificalibus für das Erzbistum Köln berufen, wurde er zugleich Titularbischof von Sebaste in Palästina und Weihbischof in Köln. Er wurde in der Kölner Dominikanerkirche beigesetzt.